# 涉县
涉县位于河北省西南部、清漳河下游，是邯郸市下辖的一个县，邻接山西、河南（該縣原屬河南省）两省。县境地势呈西北高而东南低之势，东西长37公里，南北距64.5公里，面积1509平方公里。縣人民政府駐崇州路9號。
当地处于太行山东侧，有“秦晋之要冲、燕赵之名邑”之称，当地出产的核桃、花椒和柿子享誉海内外，号称涉县“三珍”。在矿产方面，则有金属矿140余处，非金属矿为30处。该县始置于汉朝，是传说中女娲造人、补天之处，故被誉为“华夏祖庙”、“中国女娲文化之乡”。

## 历史沿革
当地属古九州中的冀州地。春秋时属晋国，战国时代则先后属魏、赵，秦时属邯郸郡。汉朝建立后，于汉高祖元年，即公元前206年正式置县，当时名为沙县，之后又将县名改为“涉”。汉武帝元鼎五年，代共王的儿子刘绾被封于当地，是为涉侯。东汉初年，涉县改设为涉侯国，隶属魏郡。晋时属司州的广平郡。隋时恢复涉县一名，先后属上党郡、潞州。唐初一度更名为漠县，后又恢复原名，金朝時改为崇州。明朝洪武元年（1368年）恢复为涉县，属北直隸真定府，二年四月改属河南彰德府磁州。民国初年废府设道，当地属河南省豫北道，1927年直属河南省。

中華民國時期，涉縣屬河南省管轄

1949年划归河北邯郸。1969年，经国务院、中央军委批准，天津市在涉县秘密建立钢铁厂，为天津第一家钢铁厂，且截至2025年仍然为天津市飞地。1993年7月，邯郸实行地、市合并，涉县属邯郸市至今。

## 地理

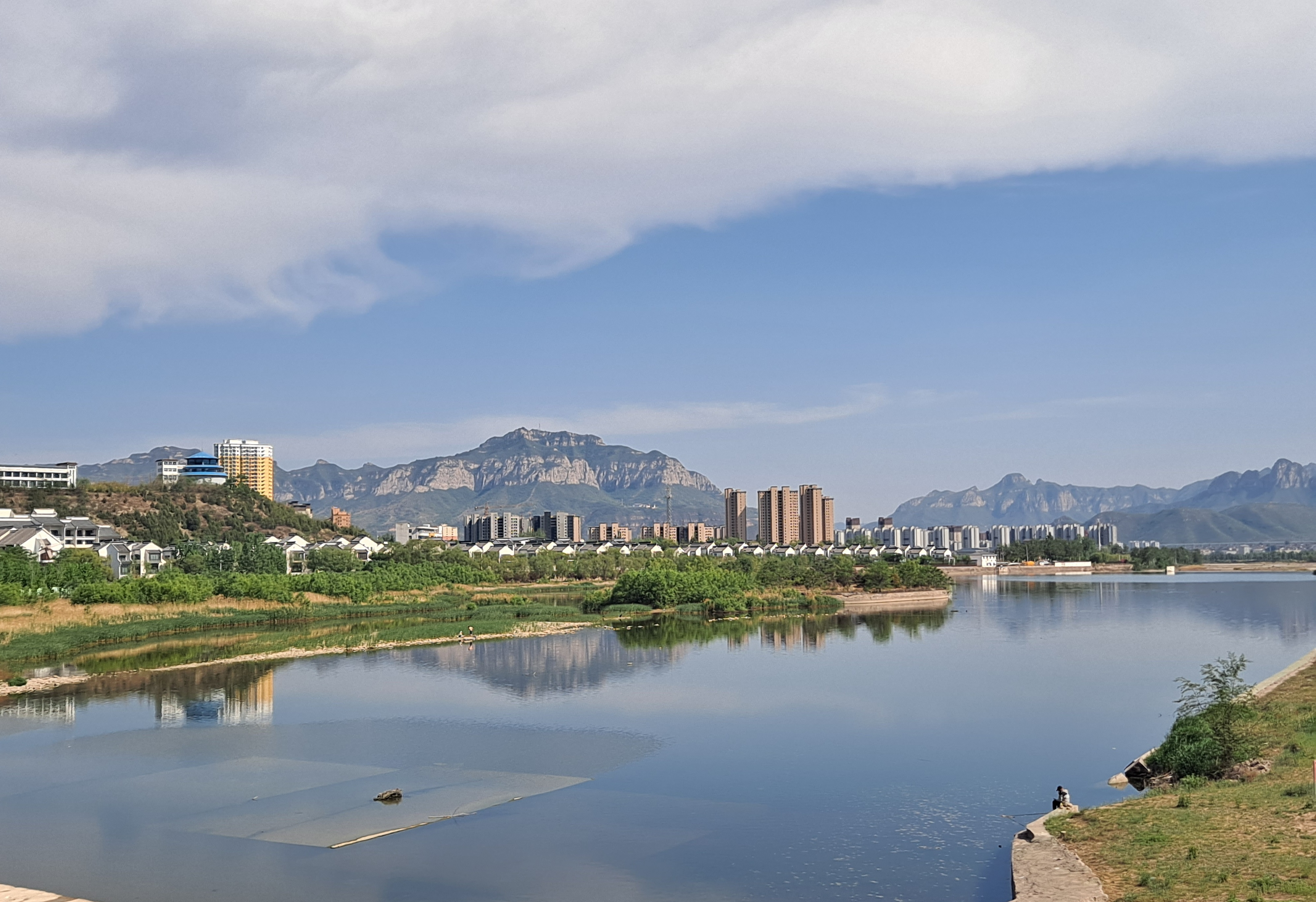
涉县清漳河

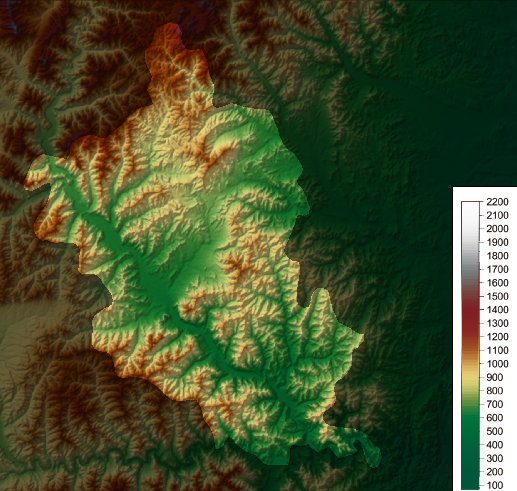
涉县地形

该县位于太行山东侧，东邻磁县和武安市，西接山西省的黎城和平顺县，南靠河南省的安阳市和林州市，北与山西左权接壤。县境地势呈西北高而东南低之势，东西长37千米，南北距64.5千米，总面积为1509平方千米。境内的主要河流为清漳河、漳河以及浊漳河，皆属海河流域的漳卫南运河水系。气候上，当地年平均气温为12.5℃，是典型的暖温带大陆性季风气候，年降水量约560毫米。当地矿藏丰富，主要有铁、钾、锰、石英石和大理石、石灰石。
当地交通较为便利，邯长铁路经过该县，境内还有阳涉铁路，公路则是邯长公路。

## 行政区划
涉县下辖1个街道办事处、8个镇、8个乡：
平安街道、河南店镇、索堡镇、西戌镇、井店镇、更乐镇、固新镇、西达镇、偏城镇、神头乡、辽城乡、偏店乡、龙虎乡、木井乡、关防乡、合漳乡、鹿头乡和涉城镇。

## 交通
- 铁路：邯长铁路涉县站
- 公路： 234国道、 309国道过境。

## 人口
古时，涉县属地僻人稀之地，一度因“户不满百户者罢县，并入临水。”隋唐时期，人口有所增加，但户数也不到一万。明初，因之前北方和中原的长期战乱，加之瘟疫流行，导致人口剧减。洪武二十四年（1391年）时有2504户，共14687人，到永乐十年（1412年）时，人口又降至2308户，仅余10836人。为此，政府数次迁山西人口于境内。但到了崇祯十三至十四年时，当地又出现大瘟疫，县民损失七成。后经过长期的休养生息，到民国三十一年（1942年）时，当地共有37547戶，164498人。民国35年（1946年），偏城县并入涉县，令人口增长不少，达187327人。1949年后，人口数量开始大量增长，从1962年到1974年间，人口自然增长率为13.9‰到20.88‰之间。后因计划生育，人口增率减慢，至1996年，全县人口为374344人，其中农业人口占多数，达343147人，非农业人口为3万余人。
根據第七次人口普查數據，截至2020年11月1日零時，涉縣常住人口為379559人。
- 人口结构：涉县人口以汉族为主，在1964年的人口普查中，汉族人口占全县人口的99.99%。到1990年，汉族占总人的99.89%，另有21个少数民族共361人，其中壮族为252人。[10]

- 姓氏：据1990年的人口普查，当地共有338个姓氏，其中的主要姓氏是李、王、张、杨、赵、刘、申和江，这八姓人口都达到万人以上。另有仅1人的姓氏87个。[10]

## 文化

### 方言
当地通行的方言涉縣話属于晋语邯新片磁漳小片，相比大多数官话，该方言还保存着入声。

### 古迹
县内古迹分布众多，现已发现有的远古、商周及战国、汉时文化遗址30处。寺、庙、宫、石窟和石刻等古建筑更是丰富，达300多处，几乎各朝的都有。其中的娲皇宫及石刻、成汤庙山门和八路军一二九师司令部旧址三处古迹已经被列为全国重点文物保护单位，石岗清泉寺、西戌昭福寺、曲里千佛洞石窟等十余处古迹已被列为省级重点文物保护单位。

### 景点

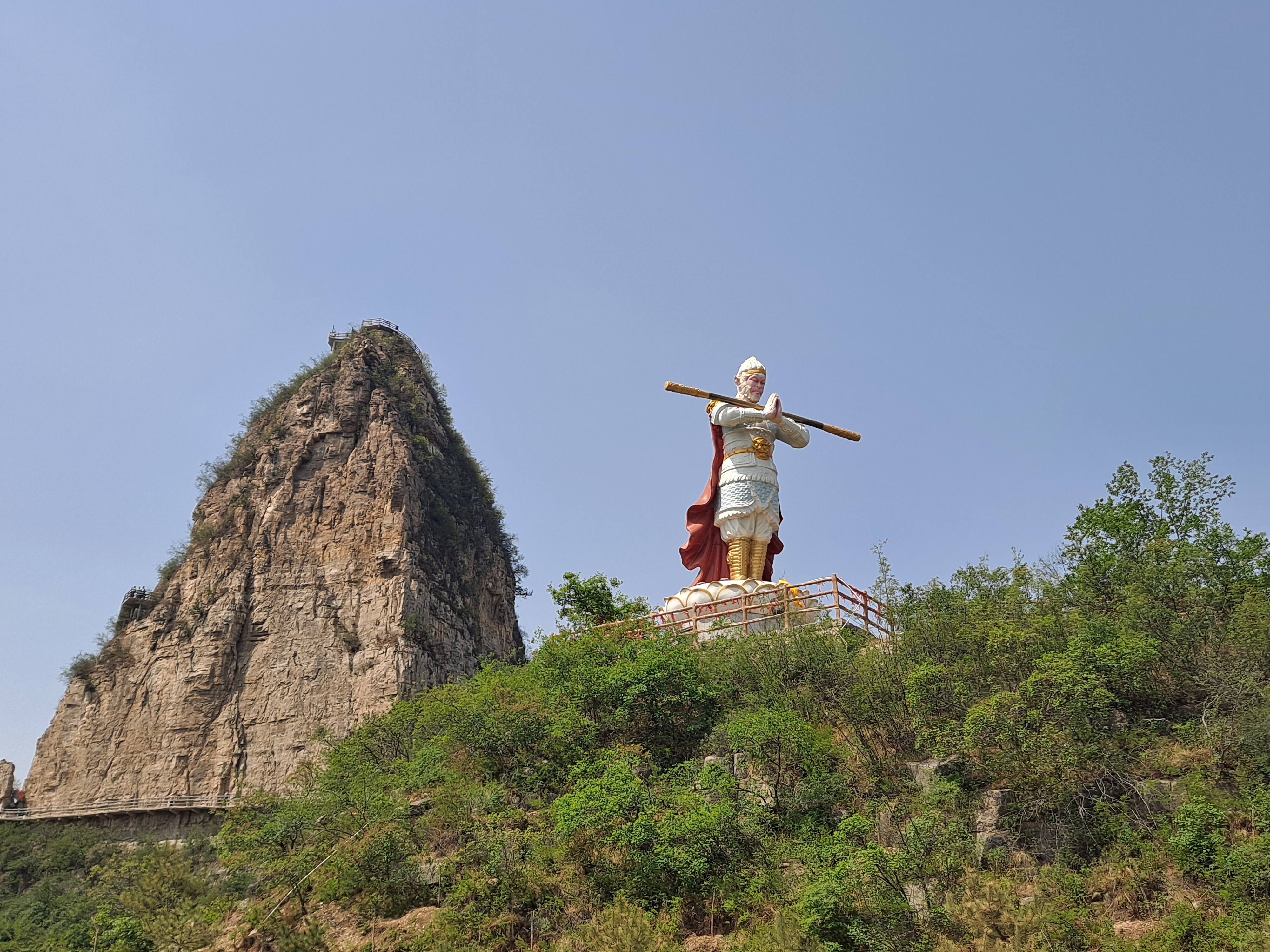
太行五指山孙悟空像

当地主要景点有“三槐九景十八峪”，其他的景点还有太行五指山、韩王九寨、清龙洞、左权旧墓址等。晋冀鲁豫抗日烈士陵园也位于县内。

### 名人
- 冯亭，战国时人，曾任韩国上党郡太守。
- 孙逖，潞州涉县人，唐玄宗、肃宗时代官员。后被追封尚书右仆射。
- 崔国华，涉县乘云乡延福村人，宋徽宗时代官员。
- 陈咸，涉县人，宋淳熙二年进士，曾任司农少卿，卒后赐谥曰勤节。
- 陈寅，陈咸之子，为漕司两赠进士，抗蒙英雄，城破后同家人自尽，身后被加赠华文阁待制。
- 周晟，涉县人，明景泰年间进士，历任湖广左参政、山东按察使、江西布政使。
- 周景，周晟之弟，明天顺五年被英宗招为长女重庆公主的驸马。
- 王科，涉县人，明正德十二年进士，曾任给事中。
- 李栋，明隆庆五年进士，历任山东道监察御史、浙江道监察御史、大理寺丞、右少卿、左少卿。
- 杨其廉，明崇祯十三年进士，曾任两淮盐运副史。
- 趙少康，祖籍涉县，臺灣政治人物、媒體人

## 宗教
主要信仰有佛教和道教等，佛教是最早传入当地的宗教。

### 佛教
佛教早在汉朝就已传入，现在的熊耳寺与清泉寺都是当时所建。唐朝时，佛教在当地兴盛，县内大的村庄皆有佛寺，有些寺院的和尚甚至达到500人。到满清末年时，该县已有大寺3座、中寺8座和72座小寺院。但从民国开始，佛教衰落，大多寺庙都空置，香火减少，建筑损毁。

### 道教
道教是宋朝时传入当地的，当时建有大清观、至清观、普光院和洞阳观。明朝以后，道观渐衰，但仍有村落沿旧俗建观。1949年后，县内已没有道士。

### 基督教
当地其他宗教还有于1899年传入的天主教，当时是由武安传入的。后因教会劣徒欺民，导致民众不满。民国十五年（1926年），当地有居民建立组织反对天主教，将宗教人士驱逐。1949年后，天主教會被共產黨县政府取缔。1978年后，天主教活動恢复。
1980年时，当地又有从河南传入的基督教，又称耶稣教。

### 文獻
- . . 中共涉县县委政府. （原始内容存档于2012-03-14）.

### 資料
- . （原始内容存档于2012-09-27）.